# Дитячий пам'ятник миру
Дитячий пам'ятник миру (яп. 原爆の子の像, кириліз.: Ґенбаку но Ко но Дзо:, досл. «Статуя дітей ядерної бомби») — пам'ятник миру, встановлений на честь Садако Сасакі та тисяч дітей, які стали жертвами ядерного бомбардування Хіросіми.
Монумент розташований у Меморіальному парку миру в Хіросімі в Японії.
Спроєктований місцевими художниками Кадзуо Кікучі та Кійоші Ікебе, пам'ятник був побудований на гроші, отримані від кампанії зі збору коштів японськими школярами, включаючи однокласників Садако Сасакі, а головна статуя називається «Діти ядерної бомби».
Статую було відкрито 5 травня 1958 року, у свято японського Дня захисту дітей. Садако Сасакі увічнена на вершині статуї, де вона тримає над головою дротяний кран.

## Огляд
Під головною конструкцією висить бронзовий кран, який працює як вітряний дзвін, якщо його притиснути до традиційного дзвона миру, до якого він підвішений. Дві частини були подаровані лауреатом Нобелівської премії Хідекі Юкавою.
Біля основи пам'ятника знаходиться чорна мармурова плита, на якій японською мовою написано:
これはぼくらの叫びです 

これは私たちの祈りです 

世界に平和をきずくための

«Це наш крик, це наша молитва: за побудову миру у світі».
Фігури, що оточують монумент, — це двоє дітей, хлопчик і дівчинка, що символізують десятки тисяч дітей, які загинули внаслідок атомного бомбардування Хіросіми.